# Let the World Know
Let the Word Know è il terzo album in studio del gruppo alternative metal svedese Dead by April. Pubblicato il 12 febbraio 2014, è il primo album del gruppo senza il cantante Jimmie Strimell, rimpiazzato da Christoffer Andersson.

## Tracce
1. Beautiful Nightmare – 4:06
2. Abnormal – 4:15
3. Empathy – 3:57
4. Done With Broken Hearts – 3:12
5. As a Butterfly – 4:52
6. Same Star – 3:21
7. Let the World Know – 3:46
8. Peace of Mind – 3:17
9. Freeze Frame – 3:58
10. Infinity x Infinity – 3:10
11. My Tomorrow – 4:02
12. Hold On – 3:36
13. Replace You – 3:25

Traccia bonus dell'edizione giapponese
1. Cause I Need You – 4:18

## Formazione
- Zandro Santiago – voce
- Christoffer Andersson – scream
- Pontus Hjelm – chitarra, tastiere
- Marcus Wesslén – basso
- Alexander Svenningson – batteria

## Classifiche
| Classifica | Posizione massima |
| ---------- | ----------------- |
| Finlandia  | 36                |
| Germania   | 99                |
| Svezia     | 5                 |